# Åsetjärnen
Åsetjärnen är en sjö i Ånge kommun i Medelpad och ingår i Ljungans huvudavrinningsområde. Sjön har en area på 0,0818 kvadratkilometer och ligger 173,1 meter över havet.

## Delavrinningsområde
Åsetjärnen ingår i det delavrinningsområde (693448-151557) som SMHI kallar för Utloppet av Glappsjön. Medelhöjden är 152 meter över havet och ytan är 10,66 kvadratkilometer. Det finns inga avrinningsområden uppströms utan avrinningsområdet är högsta punkten. Vattendraget som avvattnar avrinningsområdet har biflödesordning 3, vilket innebär att vattnet flödar genom totalt 3 vattendrag innan det når havet efter 84 kilometer. Avrinningsområdet består mestadels av skog (65 procent) och öppen mark (19 procent). Avrinningsområdet har 0,66 kvadratkilometer vattenytor vilket ger det en sjöprocent på 6,2 procent.